# Sofidel Sweden

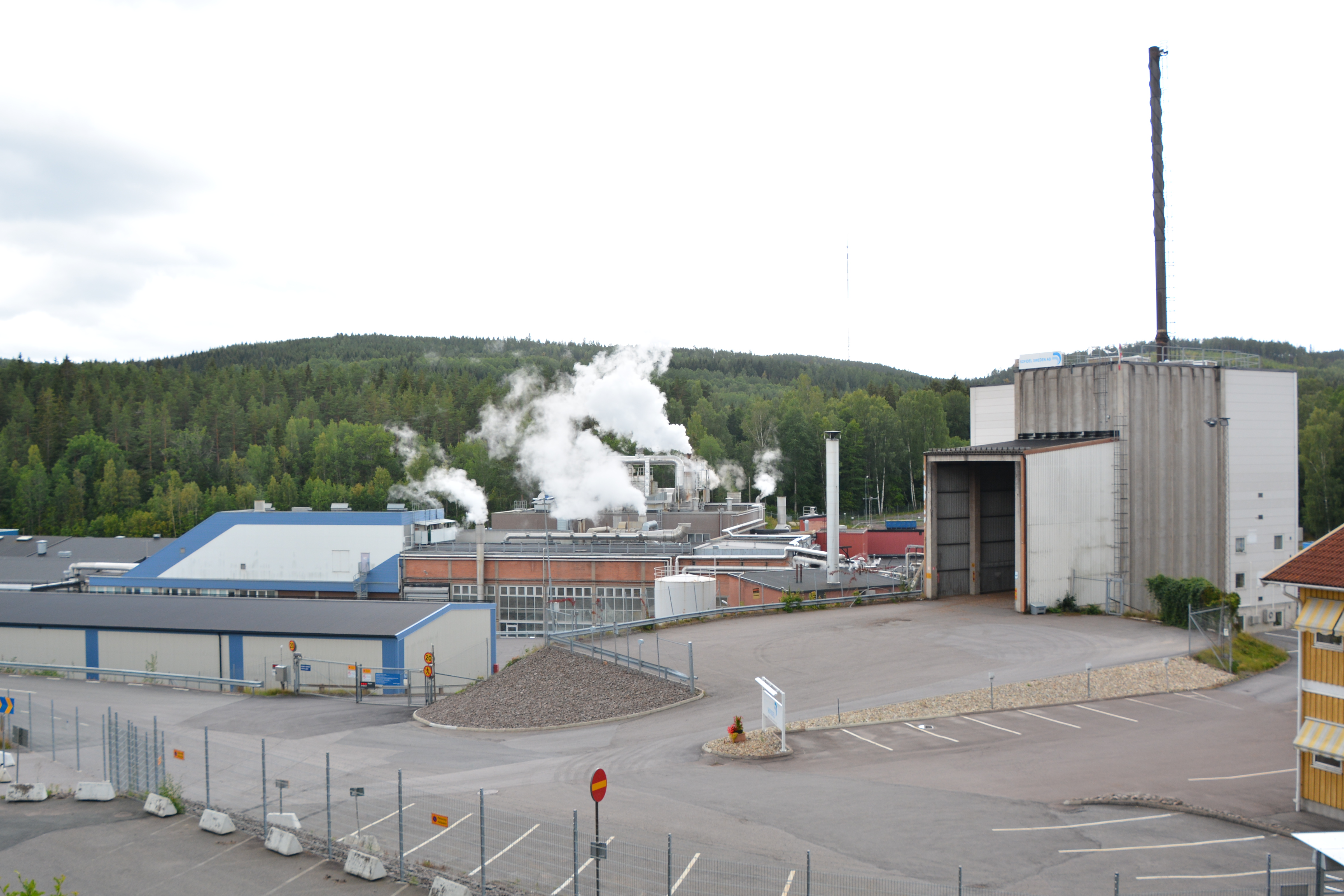
Pappersbruket i Kisa

Sofidel Sweden AB (tidigare Swedish Tissue AB) är ett pappersbruk i Kisa, som tillverkar mjukpapper för produkter som hushålls- och toalettpapper, blöjor och servetter m.m. I Kisa produceras årligen omkring 55 000 ton mjukpapper där delar av produktionen vidareförädlas i egen konvertering och del av produktionen säljs som basrullar för vidare extern konvertering.
Företaget ingår sedan 2010 i den italienska koncernen Sofidel, med en årlig produktion på över 1,4 miljoner ton papper och en omsättning på 20 miljarder kronor. Koncernen finns i 13 europeiska länder samt i USA och har totalt 30 produktionsanläggningar fördelat på 16 företag. Sofidel har sitt högkvarter i Lucca i Toskana i Italien. 
Sofidel Sweden AB invigde 2015 en konverteringsanläggning med två linjer: en för hushållspapper och för toalettpapper. Sofidel Sweden har varumärket "Lycke" för försäljning av dessa produkter i de nordiska länderna.

## Historia
Långasjönäs Bruk låg ursprungligen i Långasjönäs vid Långasjön i Asarums socken i Blekinge och grundades på 1700-talet. Pappersbruket brann ned 1919 och flyttades då till Kisa. Ruinerna av det gamla Långasjönäs pappersbruk i Långasjönäs är idag en turistattraktion. 
I Kisa fanns sedan tidigare Forsså handpappersbruk. Som ämne vid papperstillverkningen under 1800-talet användes linnelump. Tidigare låg även en såg och en kvarn på platsen. Bruket fick när det startade upp under Maria Sandbergs ledning 1919 namnet Långasjönäs. 1926 brann pappersbruket i Kisa ned men byggdes upp på nytt. 
Familjen Sandberg ägde bruket under lång tid. Bland familjens medlemmar och delägare i bruket återfinns Vera Sandberg, dotter till Maria Sandberg, som 1917 blev Sveriges första kvinnliga ingenjör. Hennes mamma var fosterbarn till pappersbrukets patron Axel Björkman och kom senare att ta över som chef för bruket. På 1940-talet var Kurt V:son Sandberg disponent.
Det ägdes senare av Södra Skogsägarna. På 1980- och 1990-talet drabbade bruket av två maskinhaverier som medförde att maskinparken byttes ut till moderna maskiner.